# Svanevatn
Svanevatn ((norv.) Labuđe jezero, sjev. lap.: Čoalbmejávri, kvenski: Salmijärvi) je jezero na norveško-ruskoj granici. Jezero se nalazi u općini Sør-Varanger, u okrugu Finnmark (Norveška), te u Pečengskom rajonu Murmanske oblasti (Rusija). 
Svanevatn ima površinu od 32.51 km2, opseg 66.21 km i nadmorsku visinu od 22 metra.